# آنیتا راپ
آنیتا راپ (نروژی: Anita Rapp؛ زادهٔ ۲۴ ژوئیه ۱۹۷۷) بازیکن فوتبال اهل نروژ بود.
از باشگاه‌هایی که در آن بازی کرده‌است می‌توان به نیویورک پاور اشاره کرد. وی به‌همراه تیم ملی فوتبال زنان نروژ در بازی‌های المپیک تابستانی ۲۰۰۰ به مقام قهرمانی دست پیدا کرده‌است.